# Rohrberg (Tyrolsko)
Rohrberg je obec v Rakousku ve spolkové zemi Tyrolsko v okrese Schwaz.
Žije zde 536 obyvatel (1. 1. 2011).